# Callithrix jacchus
Lo uistitì dai pennacchi bianchi (Callithrix jacchus Linneo, 1758) è un primate platirrino della famiglia dei Callitricidi.

## Distribuzione
Inizialmente era diffuso in tutto il Brasile orientale: attualmente, il suo areale è limitato alla foresta atlantica nella zona sud-orientale del Paese.

Oltre alla foresta, di cui preferisce abitare le zone marginali, si adatta bene a vivere anche in habitat disturbati dall'uomo, come giardini e piantagioni.

## Descrizione
Misura circa 40 cm, di cui più della metà spetta alla coda, per un peso di 350 g.

### Aspetto
La testa è bruno scuro, con due ciuffi bianchi in corrispondenza delle orecchie (da cui il nome comune della specie) ed una banda orizzontale bianca al di sopra degli occhi: la faccia è nuda e rosata. Il pelo è grigio-bruno sul dorso e grigiastro sul ventre e sulle zampe: delle strisce dello stesso colore corrono trasversalmente sul dorso e sulla coda, inanellandola.

## Biologia
Si tratta di animali diurni ed arboricoli, che vivono in gruppi di 2-15 individui, principalmente una femmina dominante, numerosi maschi ed i figli di vari parti: i vari maschi mostrano una rigida organizzazione gerarchica fra di loro. Il gruppo definisce un territorio che misura circa 300.000 m2, tuttavia è raro che gli animali lo difendano attivamente, limitandosi a lasciare tracce odorose: spesso i territori di vari gruppi si sovrappongono, e vari esemplari si nutrono su uno stesso albero.
Il comportamento ludico permane in età adulta, con una probabile funzione di riduzione dello stress: dopo le sessioni di gioco la frequenza del comportamento di self-scratching (grattarsi), tipicamente legato agli ormoni dello stress, risulta ridotta. Inoltre, il timing del gioco (che raggiunge frequenze massime subito prima delle sessioni di alimentazione, quando la tensione sociale è più alta) e la sua distribuzione lungo la gerarchia (i dominanti giocano meno e si grattano di più) indicano che il gioco può funzionare come "ansiolitico", almeno nel breve termine. 

### Alimentazione
Come molte specie di uistitì, questi animali si nutrono di linfa e gommoresina, che ricavano incidendo la corteccia degli alberi grazie agli incisivi particolarmente sviluppati, per poi leccarne l'essudato. Oltre alla linfa, non disdegnano di integrare la dieta con frutta e proteine animali: insetti ed altri invertebrati, uova, a volte anche piccoli vertebrati, come rane, lucertole e nidiacei di uccello.

### Riproduzione

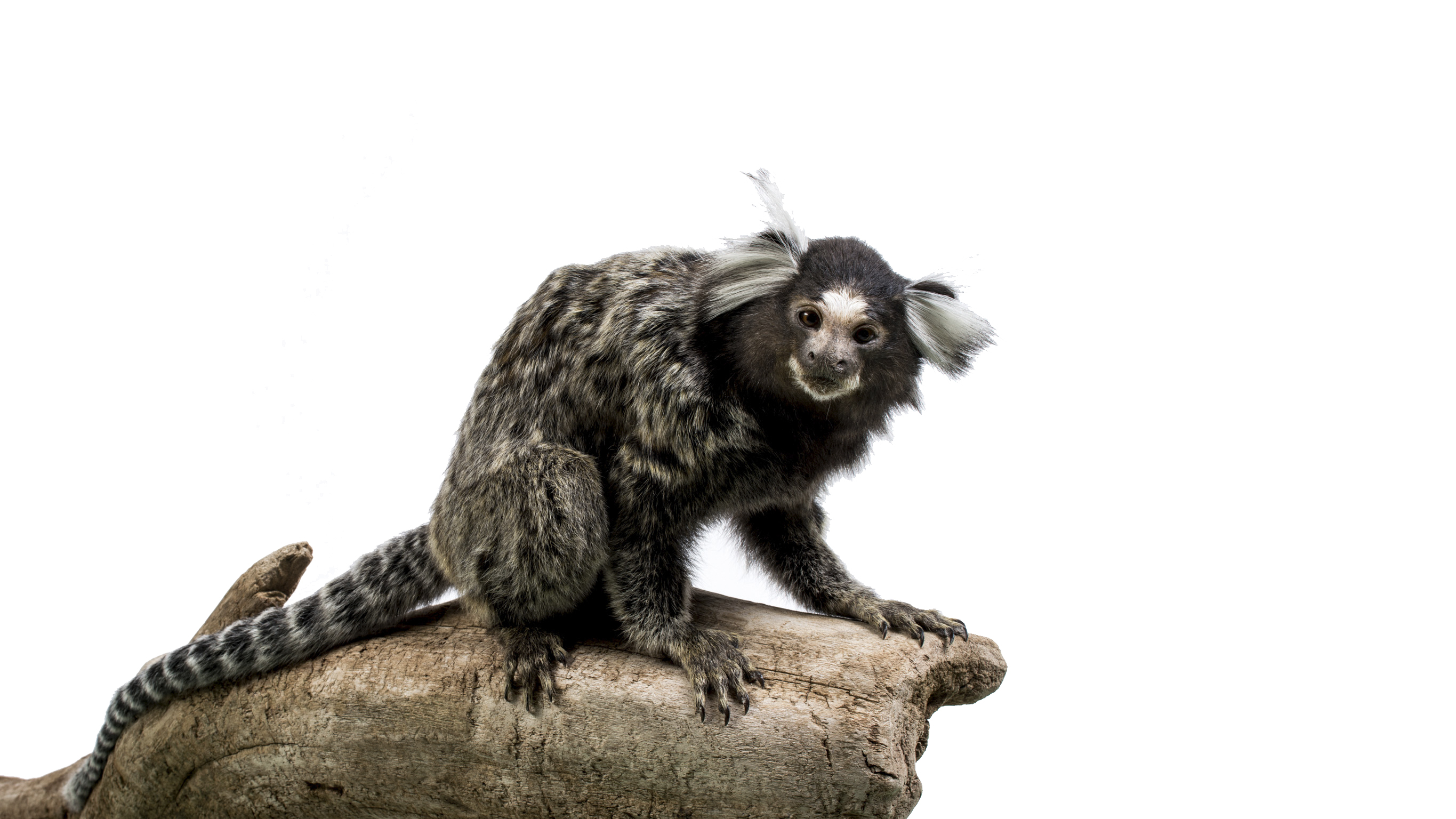
Callithrix jacchus - MUSE

Per ottenere dati precisi sui loro comportamenti allo stato selvatico, che variano anche di molto rispetto alle abitudini in cattività, si sono dovuti attendere tempi molto recenti, anche a causa della sua rarità e piccolezza, che ostacolano molto il successo di eventuali spedizioni di carattere scientifico.

La femmina è solitamente poliandra (una media di due maschi per ogni femmina dominante), anche se non mancano casi di monogamia e (seppur rari) di poliginia. La gestazione dura quasi cinque mesi, al termine dei quali vengono solitamente dati alla luce due gemelli, ognuno dei quali pesa un quinto della femmina.

Questi ultimi vengono curati congiuntamente da tutto il gruppo e lasciati alla madre solo per la poppata: in questo modo vengono svezzati attorno ai due mesi d'età, mentre raggiungono la maturità sessuale dopo l'anno. Si pensa che questi animali abbiano evoluto la poliandria per poter allevare con successo questi cuccioli di dimensioni così grandi, in modo tale da sostenere assieme lo sforzo energetico richiesto dal loro allevamento e non farlo gravare su un unico esemplare.
La speranza di vita di questi animali in cattività è di circa 16 anni, mentre in natura raramente vivono più di 10 anni.